# 2016-os futsal-Európa-bajnokság
A 2016-os futsal-Európa-bajnokság, hivatalos nevén: UEFA Futsal Championship 2016 a 10. futsal-Európa-bajnokság volt, melyet Szerbiában, Belgrádban, egy helyszínen rendeztek meg 2016. február 2. és február 13. között.
Az Európa-bajnokságon 12 csapat vett részt, melyből 11 kvalifikáció során vívta ki ezt a lehetőséget, míg Szerbia a rendező jogán szerepelt. A válogatottakat négy darab 3 csapatos csoportba sorsolták. A csoportküzdelmeket követően a legjobb 8 válogatott egyenes kieséses rendszerben döntötte el a végső sorrendet.
Olaszország volt a címvédő, mely a 2014-es Európa-bajnokságon másodszor lett a kontinens legjobbja. A tornát Spanyolország nyerte, immár 7. alkalommal.

## Helyszín
| Belgrád                  |
| ------------------------ |
| Kombank Aréna            |
| Befogadóképesség: 20 000 |
|                          |

## Résztvevők
| Csapat        | Kvalifikáció        | Részvételek                                              |
| ------------- | ------------------- | -------------------------------------------------------- |
| Szerbia       | házigazda           | 4 (1999, 2007, 2010, 2012)                               |
| Oroszország   | 1. csoport győztese | 9 (1996, 1999, 2001, 2003, 2005, 2007, 2010, 2012, 2014) |
| Spanyolország | 2. csoport győztese | 9 (1996, 1999, 2001, 2003, 2005, 2007, 2010, 2012, 2014) |
| Olaszország   | 3. csoport győztese | 9 (1996, 1999, 2001, 2003, 2005, 2007, 2010, 2012, 2014) |
| Ukrajna       | 4. csoport győztese | 8 (1996, 2001, 2003, 2005, 2007, 2010, 2012, 2014)       |
| Szlovénia     | 5. csoport győztese | 4 (2003, 2010, 2012, 2014)                               |
| Horvátország  | 6. csoport győztese | 4 (1999, 2001, 2012, 2014)                               |
| Portugália    | 7. csoport győztese | 7 (1999, 2003, 2005, 2007, 2010, 2012, 2014)             |
| Magyarország  | pótselejtezőből     | 2 (2005, 2010)                                           |
| Kazahsztán    | pótselejtezőből     | 0 (Újonc)                                                |
| Csehország    | pótselejtezőből     | 7 (2001, 2003, 2005, 2007, 2010, 2012, 2014)             |
| Azerbajdzsán  | pótselejtezőből     | 3 (2010, 2012, 2014)                                     |

### Csoportkör
A csoportokból az első két helyezett jut a negyeddöntőkbe. A csoportok harmadik helyezettjei nem folytatják a tornát, kiesnek.
Jelmagyarázat:
|  | A csoport első két helyezettje. |

|  | A tornáról kiesett csapat. |

#### A csoport
| Csapat     | M | Gy | D | V | G+ | G– | Gk | P |
| ---------- | - | -- | - | - | -- | -- | -- | - |
| Szerbia    | 2 | 2  | 0 | 0 | 8  | 2  | +6 | 6 |
| Portugália | 2 | 1  | 0 | 1 | 7  | 5  | +2 | 3 |
| Szlovénia  | 2 | 0  | 0 | 2 | 3  | 11 | –8 | 0 |

| 2016. február 2. 18:30 (CET) |

| Szerbia                                         | 5–1               | Szlovénia   |
| ----------------------------------------------- | ----------------- | ----------- |
| Janjić 14' Kocić 21' 30' Rajčević 27' Pršić 34' | (1–1) Jegyzőkönyv | Osredkar 3' |

| Kombank Aréna, Belgrád Nézőszám: 11748 Játékvezető: Ondřej Černý (cseh) |

| 2016. február 4. 18:30 (CET) |

| Szlovénia                     | 2–6               | Portugália                                                 |
| ----------------------------- | ----------------- | ---------------------------------------------------------- |
| Čujec 3' Vrhovec 20' 15′, 39′ | (2–2) Jegyzőkönyv | Fábio Cecílio 5' 40' Ricardinho 16' 24' 33' Pedro Cary 31' |

| Kombank Aréna, Belgrád Nézőszám: 3 476 Játékvezető: Ivan Sabanov (orosz) |

| 2016. február 6. 21:00 (CET) |

| Portugália     | 1–3               | Szerbia                         |
| -------------- | ----------------- | ------------------------------- |
| Ricardinho 15' | (1–1) Jegyzőkönyv | Kocić 8' Rajčević 37' Simić 40' |

| Kombank Aréna, Belgrád Nézőszám: 11 161 Játékvezető: Fernando Gutiérrez Lumbreras (spanyol) |

#### B csoport
| Csapat        | M | Gy | D | V | G+ | G– | Gk | P |
| ------------- | - | -- | - | - | -- | -- | -- | - |
| Spanyolország | 2 | 2  | 0 | 0 | 9  | 3  | +6 | 6 |
| Ukrajna       | 2 | 1  | 0 | 1 | 7  | 7  | 0  | 3 |
| Magyarország  | 2 | 0  | 0 | 2 | 5  | 11 | –6 | 0 |

| 2016. február 2. 21:00 (CET) |

| Spanyolország                                             | 5–2               | Magyarország  |
| --------------------------------------------------------- | ----------------- | ------------- |
| Németh 8' (öngól) Bebe 15' Miguelín 20' 29' Andresito 36' | (3–0) Jegyzőkönyv | Dróth 24' 38' |

| Kombank Aréna, Belgrád Nézőszám: 10828 Játékvezető: Saša Tomić (horvát) |

| 2016. február 4. 21:00 (CET) |

| Magyarország                | 3–6               | Ukrajna                                                             |
| --------------------------- | ----------------- | ------------------------------------------------------------------- |
| Dróth 8' 34' Trencsényi 30' | (1–2) Jegyzőkönyv | Szorokin 2' Bondar 7' 34' Ovszijannikov 25' Gricina 30' Valenko 36' |

| Kombank Aréna, Belgrád Nézőszám: 11 012 Játékvezető: Gerald Bauernfeind (osztrák) |

| 2016. február 6. 18:30 (CET) |

| Ukrajna     | 1–4               | Spanyolország                 |
| ----------- | ----------------- | ----------------------------- |
| Gricina 38' | (0–1) Jegyzőkönyv | Álex 20' 34' Rivillos 30' 40' |

| Kombank Aréna, Belgrád Nézőszám: 9 850 Játékvezető: Alessandro Malfer (olasz) |

#### C csoport
| Csapat       | M | Gy | D | V | G+ | G– | Gk | P |
| ------------ | - | -- | - | - | -- | -- | -- | - |
| Oroszország  | 2 | 1  | 1 | 0 | 4  | 3  | +1 | 4 |
| Kazahsztán   | 2 | 1  | 0 | 1 | 5  | 4  | +1 | 3 |
| Horvátország | 2 | 0  | 1 | 1 | 4  | 6  | –2 | 1 |

| 2016. február 3. 18:30 (CET) |

| Oroszország    | 2–1               | Kazahsztán     |
| -------------- | ----------------- | -------------- |
| Romulo 11' 12' | (2–1) Jegyzőkönyv | Zamankulov 13' |

| Kombank Aréna, Belgrád Nézőszám: 5124 Játékvezető: Eduardo Fernandes Coelho (portugál) |

| 2016. február 5. 18:30 (CET) |

| Kazahsztán                                       | 4–2               | Horvátország           |
| ------------------------------------------------ | ----------------- | ---------------------- |
| Douglas Jr. 6' Suleimanov 7' Zhamankulov 17' 27' | (3–1) Jegyzőkönyv | Matošević 7' Suton 33' |

| Kombank Aréna, Belgrád Nézőszám: 8134 Játékvezető: Oleg Ivanov (ukrán) |

| 2016. február 7. 18:30 (CET) |

| Horvátország         | 2–2               | Oroszország                |
| -------------------- | ----------------- | -------------------------- |
| Robinho 9' Novak 25' | (1–1) Jegyzőkönyv | Abramov 12' Pereverzev 39' |

| Kombank Aréna, Belgrád Nézőszám: 9435 Játékvezető: Cédric Pelissier (francia) |

#### D csoport
| Csapat       | M | Gy | D | V | G+ | G– | Gk  | P |
| ------------ | - | -- | - | - | -- | -- | --- | - |
| Olaszország  | 2 | 2  | 0 | 0 | 10 | 0  | +10 | 6 |
| Azerbajdzsán | 2 | 1  | 0 | 1 | 6  | 8  | –2  | 3 |
| Csehország   | 2 | 0  | 0 | 2 | 5  | 13 | –8  | 0 |

| 2016. február 3. 21:00 (CET) |

| Olaszország                    | 3–0               | Azerbajdzsán    |
| ------------------------------ | ----------------- | --------------- |
| Merlim 20' 21' 12' Giasson 29' | (1–0) Jegyzőkönyv | Amadeu 10′, 19′ |

| Kombank Aréna, Belgrád Nézőszám: 7021 Játékvezető: Marc Birkett (angol) |

| 2016. február 5. 21:00 (CET) |

| Azerbajdzsán                                                              | 6–5               | Csehország                                             |
| ------------------------------------------------------------------------- | ----------------- | ------------------------------------------------------ |
| Farzaliyev 6' Borisov 7' De Araujo 12' Eduardo 20' Augusto 27' Rafael 40' | (3–3) Jegyzőkönyv | Záruba 10' Holý 12' Rešetár 16' Novotný 24' Kovács 31' |

| Kombank Aréna, Belgrád Nézőszám: 1754 Játékvezető: Admir Zahovič (szlovén) |

| 2016. február 7. 21:00 (CET) |

| Csehország | 0–7               | Olaszország                                                                         |
| ---------- | ----------------- | ----------------------------------------------------------------------------------- |
|            | (0–2) Jegyzőkönyv | Fortino 1' 22' Gabriel Lima 11' Alex Merlim 21' Koudelka 22' Honorio 24' Patias 33' |

| Kombank Aréna, Belgrád Nézőszám: 4412 Játékvezető: Timo Onatsu (finn) |

## Egyenes kieséses szakasz
|  |                      |               |                       |                       |   |               |                       |                       |                       |                       |               |       |       |
|  | Negyeddöntők         | Negyeddöntők  | Negyeddöntők          |                       |   | Elődöntők     | Elődöntők             | Elődöntők             |                       |                       | Döntő         | Döntő | Döntő |
|  | Negyeddöntők         | Negyeddöntők  | Negyeddöntők          |                       |   | Elődöntők     | Elődöntők             | Elődöntők             |                       |                       | Döntő         | Döntő | Döntő |
|  | február 8. – Belgrád |               |                       |                       |   |               |                       |                       |                       |                       |               |       |       |
|  |                      |               |                       |                       |   |               |                       |                       |                       |                       |               |       |       |
|  | Szerbia              | Szerbia       | 2                     |                       |   |               |                       |                       |                       |                       |               |       |       |
|  | Szerbia              | Szerbia       | 2                     | február 11. – Belgrád |   |               |                       |                       |                       |                       |               |       |       |
|  | Ukrajna              | Ukrajna       | 1                     |                       |   |               |                       |                       |                       |                       |               |       |       |
|  | Ukrajna              | Ukrajna       | 1                     |                       |   | Szerbia       | Szerbia               | 2                     |                       |                       |               |       |       |
|  | február 9. – Belgrád |               |                       |                       |   | Szerbia       | Szerbia               | 2                     |                       |                       |               |       |       |
|  |                      |               | Oroszország (h.u)     | Oroszország (h.u)     | 3 |               |                       |                       |                       |                       |               |       |       |
|  | Oroszország          | Oroszország   | Oroszország (h.u)     | Oroszország (h.u)     | 3 | 6             |                       |                       |                       |                       |               |       |       |
|  | Oroszország          | Oroszország   |                       |                       |   | 6             | február 13. – Belgrád |                       |                       |                       |               |       |       |
|  | Azerbajdzsán         | Azerbajdzsán  | 2                     |                       |   |               |                       |                       |                       |                       |               |       |       |
|  | Azerbajdzsán         | Azerbajdzsán  | 2                     |                       |   | Oroszország   | Oroszország           | 3                     |                       |                       |               |       |       |
|  | február 8. – Belgrád |               |                       |                       |   | Oroszország   | Oroszország           | 3                     |                       |                       |               |       |       |
|  |                      |               | Spanyolország         | Spanyolország         | 7 |               |                       |                       |                       |                       |               |       |       |
|  | Portugália           | Portugália    | Spanyolország         | Spanyolország         | 7 | 2             |                       |                       |                       |                       |               |       |       |
|  | Portugália           | Portugália    | február 11. – Belgrád |                       |   | 2             |                       |                       |                       |                       |               |       |       |
|  | Spanyolország        | Spanyolország | 6                     |                       |   |               |                       |                       |                       |                       |               |       |       |
|  | Spanyolország        | Spanyolország | 6                     |                       |   | Spanyolország | Spanyolország         | 5                     | Bronzmérkőzés         | Bronzmérkőzés         | Bronzmérkőzés |       |       |
|  | február 9. – Belgrád |               |                       |                       |   | Spanyolország | Spanyolország         | 5                     | Bronzmérkőzés         | Bronzmérkőzés         | Bronzmérkőzés |       |       |
|  |                      |               | Kazahsztán            | Kazahsztán            | 3 |               |                       | február 13. – Belgrád | február 13. – Belgrád | február 13. – Belgrád |               |       |       |
|  | Kazahsztán           | Kazahsztán    | Kazahsztán            | Kazahsztán            | 3 | 5             |                       | február 13. – Belgrád | február 13. – Belgrád | február 13. – Belgrád |               |       |       |
|  | Kazahsztán           | Kazahsztán    |                       |                       |   |               |                       | Szerbia               | Szerbia               | 2                     |               |       |       |
|  | Olaszország          | Olaszország   | 2                     |                       |   |               |                       | Szerbia               | Szerbia               | 2                     |               |       |       |
|  | Olaszország          | Olaszország   | 2                     |                       |   | Kazahsztán    | Kazahsztán            | 5                     |                       |                       |               |       |       |
|  |                      |               |                       |                       |   | Kazahsztán    | Kazahsztán            | 5                     |                       |                       |               |       |       |

### Negyeddöntők
| 2016. február 8. 18:30 (CET) |

| Szerbia            | 2–1               | Ukrajna            |
| ------------------ | ----------------- | ------------------ |
| Kocić 2' Simić 40' | (1–0) Jegyzőkönyv | Myko. Grytsyna 24' |

| Kombank Aréna, Belgrád Nézőszám: 11161 Játékvezető: Bogdan Sorescu (román) |

| 2016. február 8. 21:00 (CET) |

| Portugália         | 2–6               | Spanyolország                                                         |
| ------------------ | ----------------- | --------------------------------------------------------------------- |
| Ricardinho 23' 26' | (0–3) Jegyzőkönyv | Miguelín 13' (11-esből) Rivillos 15' 40' Álex 18' 35' Raúl Campos 23' |

| Kombank Aréna, Belgrád Nézőszám: 10013 Játékvezető: Kovács Gábor (magyar) |

| 2016. február 9. 18:30 (CET) |

| Oroszország                                     | 6–2               | Azerbajdzsán   |
| ----------------------------------------------- | ----------------- | -------------- |
| Abramov 7' 26' Romulo 15' Eder Lima 25' 39' 40' | (2–1) Jegyzőkönyv | Augusto 8' 29' |

| Kombank Aréna, Belgrád Nézőszám: 5975 Játékvezető: Pascal Lema (belga) |

| 2016. február 9. 21:00 (CET) |

| Kazahsztán                                                | 5–2               | Olaszország           |
| --------------------------------------------------------- | ----------------- | --------------------- |
| Leo 16' 40' Zhamankulov 19' Yesenamanov 23' Nurgozhin 37' | (2–0) Jegyzőkönyv | Fortino 23' Canal 37' |

| Kombank Aréna, Belgrád Nézőszám: 6841 Játékvezető: Kamil Çetin (török) |

### Elődöntők
| 2016. február 11. 18:30 (CET) |

| Szerbia             | 2–3 (h. u.)            | Oroszország                          |
| ------------------- | ---------------------- | ------------------------------------ |
| Kocić 26' Simić 36' | (0–1, 2–2) Jegyzőkönyv | Eder Lima 13' Abramov 33' Romulo 44' |

| Kombank Aréna, Belgrád Nézőszám: 11161 Játékvezető: Marc Birkett (angol) |

| 2016. február 11. 21:00 (CET) |

| Spanyolország                                     | 5–3               | Kazahsztán                        |
| ------------------------------------------------- | ----------------- | --------------------------------- |
| Bebe 8' Miguelín 17' Raúl Campos 18' 39' Álex 27' | (3–1) Jegyzőkönyv | Dovgan 4' Leo 36' Zhamankulov 38' |

| Kombank Aréna, Belgrád Nézőszám: 7662 Játékvezető: Saša Tomić (horvát) |

### A 3. helyért
| 2016. február 13. 18:30 (CET) |

| Szerbia                | 2–5               | Kazahsztán                                          |
| ---------------------- | ----------------- | --------------------------------------------------- |
| Rakić 38' Rajčević 40' | (0–1) Jegyzőkönyv | Douglas Jr. 20' 30' 34' Zhamankulov 21' Higuita 32' |

| Kombank Aréna, Belgrád Nézőszám: 8201 Játékvezető: Pascal Lemal (belga) |

### Döntő
| 2016. február 13. 21:00 (CET) |

| Oroszország                          | 3–7         | Spanyolország                                          |
| ------------------------------------ | ----------- | ------------------------------------------------------ |
| Romulo 20' Robinho 32' Milovanov 40' | Jegyzőkönyv | Álex 9' Pola 16' 17' Rivillos 17' 36' Miguelín 31' 35' |

| Kombank Aréna, Belgrád Nézőszám: 9741 Játékvezető: Alessandro Malfer (olasz) |

## Végeredmény
| A 2016-os futsal-Európa-bajnokság győztese |
| ------------------------------------------ |
| SPANYOLORSZÁG 7. cím                       |

|     | Spanyolország |
|     | Oroszország   |
|     | Kazahsztán    |
| 4.  | Szerbia       |
| 5.  | Olaszország   |
| 6.  | Ukrajna       |
| 7.  | Portugália    |
| 8.  | Azerbajdzsán  |
| 9.  | Horvátország  |
| 10. | Magyarország  |
| 11. | Csehország    |
| 12. | Szlovénia     |